# Reserva Natural de Abruka
A Reserva Natural de Abruka é uma reserva natural localizada no condado de Saare, na Estónia.
A área da reserva natural é de 414 hectares.
A área protegida foi fundada em 1937 para proteger as florestas em Abruka. Em 2007, a área protegida foi designada como reserva natural.